# Ciechanów
Ciechanów (česky historicky Čehanov) je okresní město v Polsku v Mazovském vojvodství, pod nějž spadá od roku 1999, v minulosti, v letech 1975 až 1998, bylo hlavním městem Ciechanówského vojvodství. Leží na řece Łydynia, přibližně 100 km od Varšavy. Podle sčítání obyvatel v roce 2024 zde žilo 41 740 lidí.

## Historie

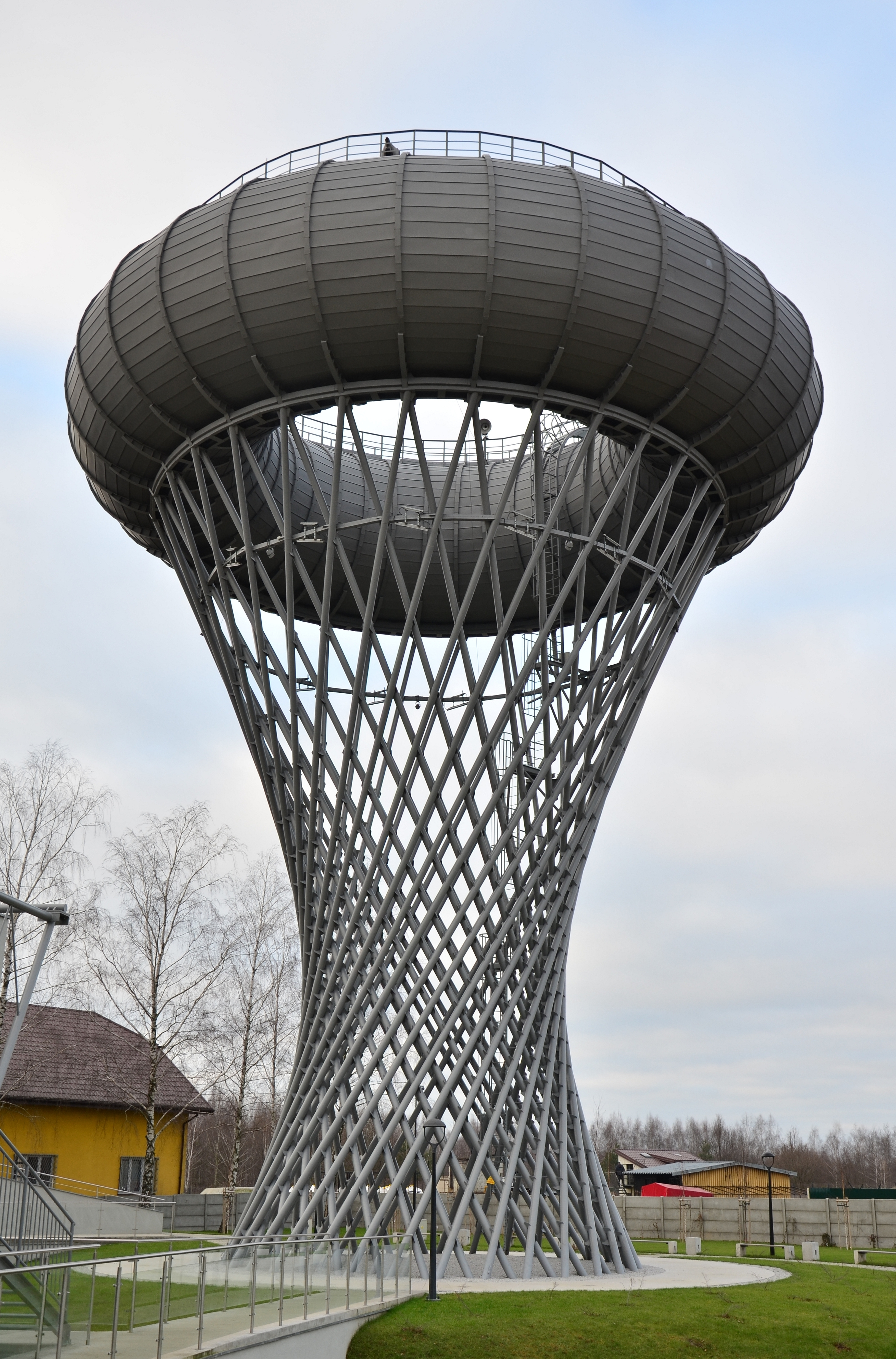
Vodárenská věž

První zmínka o tomto sídle pochází z roku 1065. Nachází se v dokumentu, v němž panovník Boleslav II. Smělý utvrzoval předání pozemků církvi. Ve středověkém gordu sloužilo přibližně 3000 ozbrojených mužů. Společně s Mazovskem se město koncem desátého století stalo součástí polského státu. Další zmínka pochází z roku 1254, kdy byl Ciechanów sídlem kastelánství. V roce 1400 udělil Janusz I z Czersku sídlu městské právo. V období mezi 14. a 16. stoletím město prospěrovalo a populace dosáhla pěti tisíc obyvatel. Koncem 14. století zde Siemowit III mazovský zahájil výstavbu hradu, zatímco jeho syn Janusz I sem přizval augustiniány, kteří v polovině 15. století zahájili výstavbu kostela a kláštera. V roce 1526 byl Ciechanów společně s celým Mazovskem připojen k Polskému království. Ciechanów se stal centrem vlastní administrativní jednotky. Později město dostala za věno vévodkyně Bona Sforza a Ciechanów prosperoval až do invaze Švédů do Polska v letech 1655 až 1660, kdy byl Ciechanów vypleněn.
Při druhém dělení Polska v roce 1793 se Ciechanów krátce stal sídlem nově vzniklého vojvodství a již roku 1795 byl připojen k Pruskému království. Kvůli tomu byl jeho statut snížen na okresní město v przasnyszském kraji. V roce 1806 byl Ciechanów během napoleonských válek opět vypleněn a počínaje rokem 1815 patřil pod Ruskem ovládané Kongresové Polsko. Koncem 19. století se Ciechanów stal obchodním a průmyslovým centrem. Roku 1864 zde byl otevřen pivovar, v roce 1867 se město stalo krajským sídlem a v roce 1882 zde byl vybudován cukrovar. Období prosperity bylo nakonec ukončeno první světovou válkou, během které bylo město téměř celé zničeno. Během Druhé polské republiky se Ciechanów stal jedním z krajských měst Varšavského vojvodství. Roku 1938 zde žilo 15 000 obyvatel a bylo domovským sídlem vojenské posádky (sídlila zde jednotka Edwarda Śmigły-Rydze).
Město bylo v noci z 3. na 4. září 1939 zajato Wehrmachtem. Poté, co se stalo se součástí Nacistického Německa, bylo přejmenováno na Zichenau a stalo se sídelním městem regionu Zichenau. Dne 17. ledna 1945 bylo město převzato Rudou armádou a po druhé světové válce bylo navráceno do rukou Polska. Před válkou byl Ciechanów domovem pro velkou židovskou komunitu, ale v době nacistické okupace byla v zimě roku 1942 převážná část komunity odvezena do lesa severovýchodně od města, kde byla postřílena.

## Partnerská města
- Bielawa, Polsko
- Brezno, Slovensko
- Haldensleben, Německo
- Chmelnyckyj, Ukrajina
- Meudon, Francie
- Silistra, Bulharsko